# Ramon Hendriks
Ramon Hendriks (Hendrik-Ido-Ambacht, 18 luglio 2001) è un calciatore olandese, difensore dello Stoccarda.

## Caratteristiche tecniche
È un difensore centrale.

## Carriera

### Club
Cresciuto nel settore giovanile del Feyenoord, nel 2021 viene prestato al NAC Breda con cui fa il suo esordio fra i professionisti in occasione del match pareggiato 1-1 contro lo Jong PSV.
Nell'estate del 2024 si trasferisce allo Stoccarda, club della prima divisione tedesca.

### Nazionale
Ha giocato nelle nazionali giovanili olandesi Under-17, Under-18 ed Under-19.

## Statistiche
Statistiche aggiornate al 15 maggio 2022.

### Presenze e reti nei club
| Stagione        | Squadra         | Campionato      | Campionato | Campionato | Coppe nazionali | Coppe nazionali | Coppe nazionali | Coppe continentali | Coppe continentali | Coppe continentali | Altre coppe | Altre coppe | Altre coppe | Totale | Totale |
| Stagione        | Squadra         | Comp            | Pres       | Reti       | Comp            | Pres            | Reti            | Comp               | Pres               | Reti               | Comp        | Pres        | Reti        | Pres   | Reti   |
| --------------- | --------------- | --------------- | ---------- | ---------- | --------------- | --------------- | --------------- | ------------------ | ------------------ | ------------------ | ----------- | ----------- | ----------- | ------ | ------ |
| gen.-giu. 2021  | NAC Breda       | 1D              | 19         | 0          | CO              | 3               | 0               |                    | -                  | -                  |             | -           | -           | 22     | 0      |
| 2021-2022       | Feyenoord       | ED              | 8          | 0          | CO              | 0               | 0               | UECL               | 3                  | 0                  |             | -           | -           | 11     | 0      |
| Totale carriera | Totale carriera | Totale carriera | 27         | 0          |                 | 3               | 0               |                    | 3                  | 0                  |             | -           | -           | 33     | 0      |

## Palmarès

### Club

#### Competizioni nazionali
- Coppa di Germania: 1

Stoccarda: 2024-2025

### Nazionale
- Campionato europeo di calcio Under-17: 1

Inghilterra 2018